# Diverticule (anatomie)

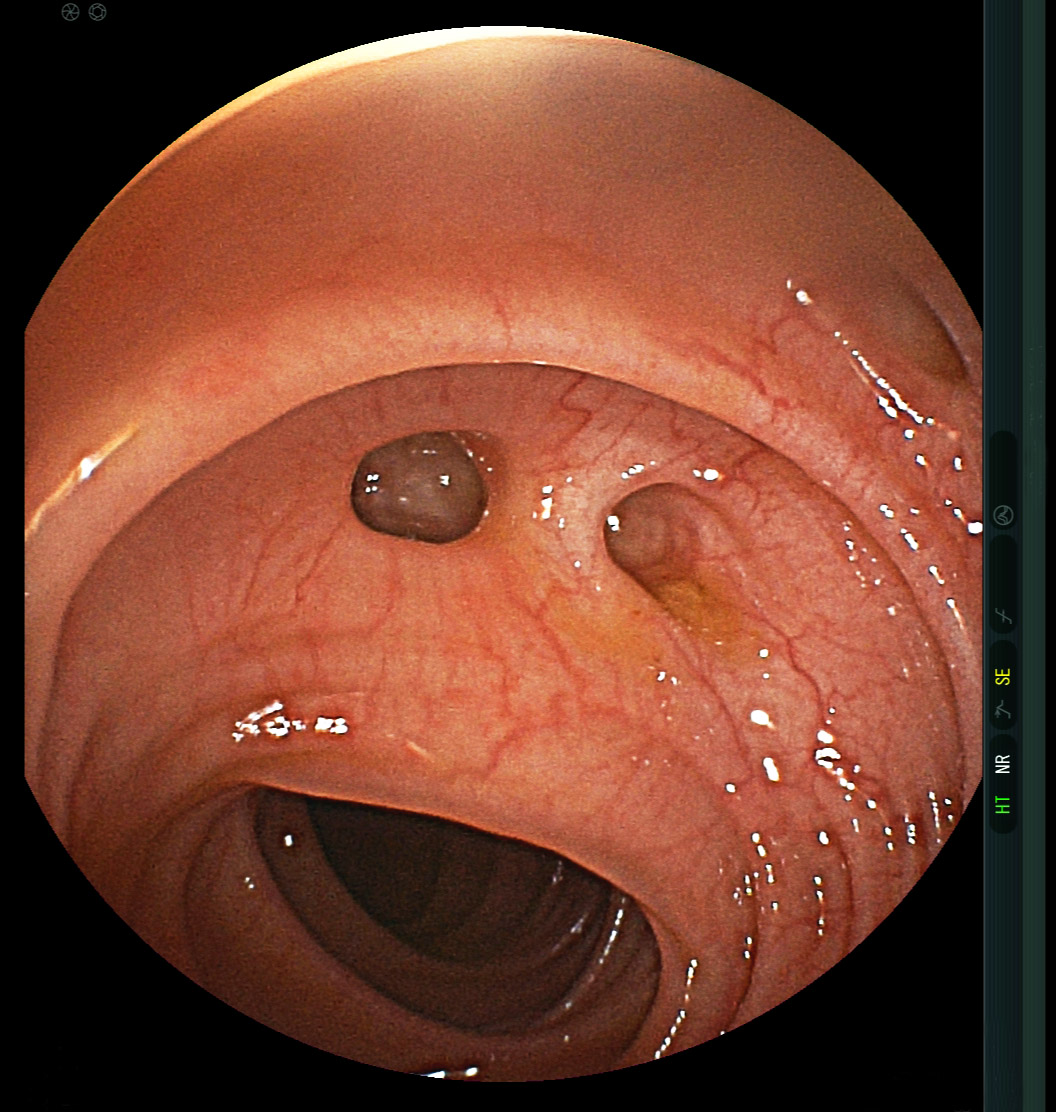
Image endoscopique d’un côlon. La photo montre une diverticulose de la paroi intestinale, ici deux diverticules.

En anatomie, un diverticule, du latin diverticulum (chemin détourné), est une excroissance d’un organe creux prenant la forme d’une hernie, d’une poche, d’un saccule, de taille variable, qui se développe vers l’extérieur de l’organe.

## Principaux organes concernés
Le principal exemple de diverticule naturel, de naissance, est le Diverticule de Meckel qui est dû à la persistance très partielle du canal vitellin et constitue l'anomalie congénitale la plus fréquente des intestins. Il prend la forme d’une petite hernie à la surface de la partie terminale de l’intestin grêle.
L’organe le plus affecté par l’apparition de diverticules est le côlon et tout particulièrement sa partie terminale le sigmoïde. L’apparition en grand nombre de diverticules, liée à l’âge et probablement à une alimentation pauvre en fibres, constitue la diverticulose qui n’est pas en soi une maladie mais un facteur prédisposant à la diverticulite, accident infectieux qui peut être grave.
Les autres organes concernés sont le rectum, l’appendice, l’œsophage (Diverticule de Zenker), la vessie et les trompes utérines.

## Origine
Le diverticule se constitue le plus souvent (hors cas du diverticule de Meckel) par l’évagination de la muqueuse (tissu le plus interne de l’organe) à travers la couche musculaire lisse de l’organe intéressé là où il présente une zone de faiblesse (souvent là où pénètre un vaisseau sanguin). Dès lors une petite hernie apparaît sur la face externe de l’organe, recouverte par la couche externe de l’organe dite séreuse qui est intacte. Le diverticule comporte donc un collet musculaire.

## Pathologie humaine

### Diverticules gastro-intestinaux
- Un diverticule œsophagien peut se produire dans l'une des trois régions de l'œsophage :

1. Les diverticules pharyngés (de Zenker) apparaissent généralement chez les personnes âgées dans le triangle de Killian, au-dessus du muscle perstépharyngé.
2. Diverticule médio-œsophagien
3. Les diverticules épiphréniques résultent d'un dysfonctionnement du sphincter inférieur de l'œsophage, comme dans le cas de l'achalasie[3].

- Le diverticule duodénal peut être découvert fortuitement chez 23 % des personnes normales qui subissent une imagerie. Il peut être congénital ou acquis, mais la forme acquise est plus fréquente et est due à une faiblesse de la paroi duodénale, provoquant un renflement[4]. On la trouve généralement dans la deuxième ou troisième partie du duodénum, autour de l'ampoule de Fater. Des débris alimentaires peuvent être piégés dans les excroissances diverticulaires, provoquant une inflammation ou une diverticulite. Au scanner ou à l'IRM, ces diverticules se présentent sous la forme d'une excroissance en forme de sac.
- Le diverticule de Killian-Jamieson est très similaire au diverticule pharyngien et œsophagien, à la différence que la dépression se situe sous le muscle perstepharyngien"[5].
- Les diverticules du côlon, bien que découverts fortuitement lors d'une coloscopie, peuvent s'infecter (voir diverticulite) et se perforer, ce qui nécessite une intervention chirurgicale[6].
- Les diverticules gastriques sont très rares[7].
- Le diverticule de Meckel, partie permanente du canal omphalomésentérique, est présent chez 2 % de la population[8], ce qui en fait la malformation congénitale la plus fréquente du tractus gastro-intestinal.
- Les sinus de Rokitansky-Ashoff sont des diverticules de la vésicule biliaire résultant d'une cholécystite chronique.